# Apophua simplicipes
Apophua simplicipes är en stekelart som först beskrevs av Cresson 1870.  Apophua simplicipes ingår i släktet Apophua och familjen brokparasitsteklar. Inga underarter finns listade i Catalogue of Life.